# Acabyara aruama
Acabyara aruama là một loài bọ cánh cứng trong họ Cerambycidae.